# رابطة رباعية
الرابطة الرباعية في الكيمياء، هي نوع من أنواع الروابط الكيميائية بين ذرتين بحيث تتضمن وجود ثمانية إلكترونات، وهي تمثل توسعاً عن الروابط المألوفة مثل الرابطة المضاعفة والرابطة الثلاثية. تلاحظ الروابط الرباعية عند الفلزات الانتقالية الموجودة في منتصف المستوى الفرعي d مثل الرينيوم والتنغستن والموليبدنوم والكروم.

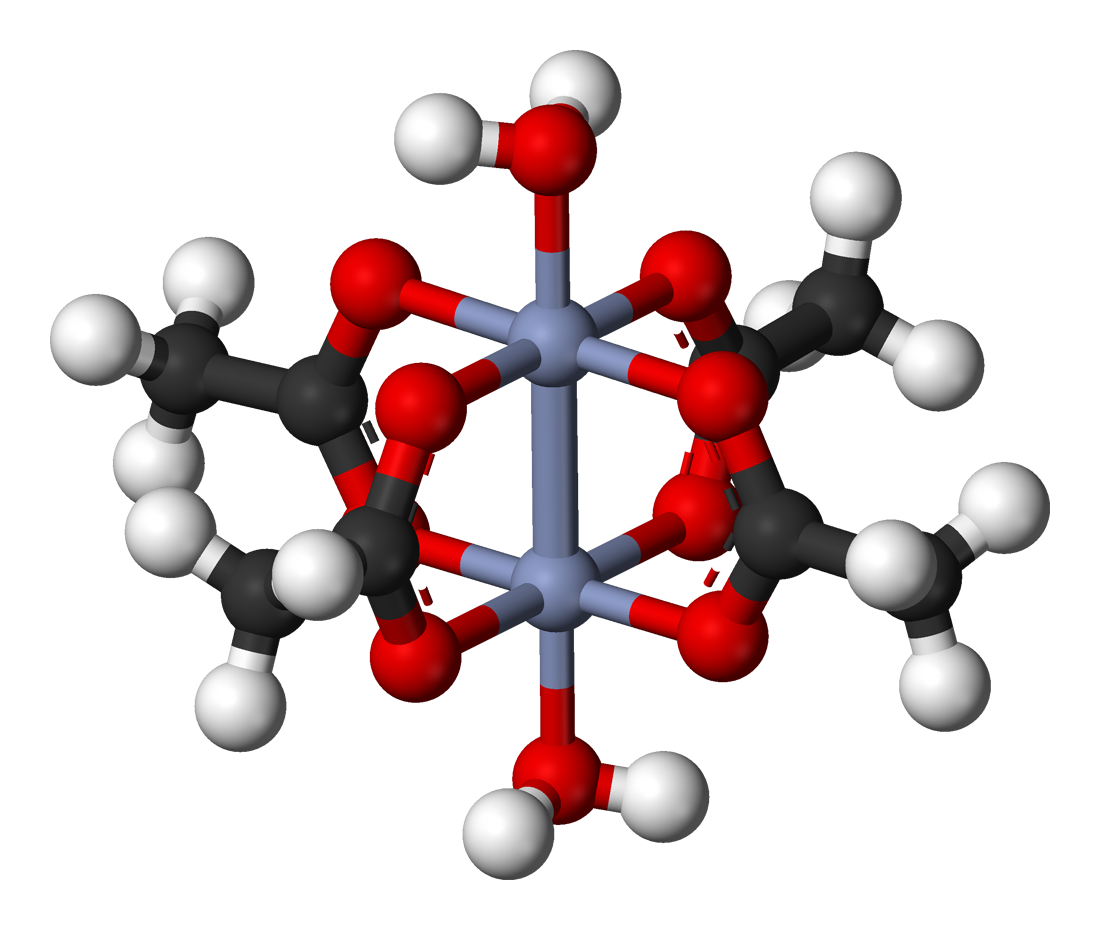
بنية أسيتات الكروم الثنائي

## التاريخ
يعد مركب أسيتات الكروم الثنائي Cr2(μ-O2CMe)4(H2O)2 أول مركب كيميائي اكتشفت فيه الرابطة الرباعية.
أما أول مركب درس في علم البلورات لمعرفة بنيته وكان يحوي على الرابطة الرباعية فكانت أملاح 2−Re2Cl8، حيث لوحظ قصر المسافة بين ذرتي الرينيوم، مما أوحى بوجود ترابط Re-Re، مثلما هو موجود في مركب ثماني كلورو ثنائي رينات البوتاسيوم K2Re2Cl8 كما بيّن ذلك العالم فرانك ألبرت كوتن Frank Albert Cotton.

## اقرأ أيضاً
- رابطة تساهمية

## للمزيد من الاطلاع
- Cotton, F. A.; Harris, C. B. "The Crystal and Molecular Structure of Dipotassium Octachlorodirhenate(III) Dihydrate, K2[Re2Cl8]2H2O" Inorg. Chem. 1965, 4(3), 330–333. دُوِي:10.1021/ic50025a015.